# Guillermo VII de Aquitania

Francia al inicio del, cuando nació Guillermo VII

Guillermo VII (nacido Pierre-Guillaume) (1023 – otoño de 1058), llamado el Águila (Aigret)  o el Temerario(le Hardi),  fue un noble francés del siglo XI, duque de Aquitania y conde de Poitiers (con el nombre de Guillermo V) entre 1039 y su muerte, sucediendo a su medio hermano Eudes de Poitiers.
Guillermo era el tercer hijo de Guillermo V de Aquitania, y el mayor de los hijos con su tercera esposa, Inés de Borgoña. Llegó a ser cuñado del emperador Enrique III el Negro, ya que éste se casó con su hermana Inés de Poitou. Su madre volvió a casarse con Godofredo Martel, conde de Anjou,  durante su reinado. Guillermo ganó su patrimonio en una guerra con su medio hermano Odo, que murió en la batalla de Mauzé. No le sucedió, sin embargo, con éxito en la Gascuña ocupante.
Godofredo Martel, su padrastro en ese momento, se negó a concederle los territorios ganados en los reinados de sus predecesores. Guillermo se propuso recuperar su patrimonio por la fuerza de las armas. Estaba sitiando a Geoffrey en Saumur cuando murió de disentería.
Estaba casado con Ermesinda, de origen desconocido. Se cree que pudieron tener dos hijas: Clementia,  que se casó con Conrado I de Luxemburgo, e Inés (Agnes), que se casó con Pedro I de Saboya y que se cree que pudo ser la misma Inés que casó con Ramiro I de Aragón.
| Predecesor: Eudes de Poitiers | Duque de Aquitania 1039–1058 | Sucesor: Guillermo VIII de Aquitania (y V de Poitiers) |
| Predecesor: Eudes de Poitiers | Conde de Poitiers 1039–1058  | Sucesor: Guillermo V de Poitiers (y VIII de Aquitania) |